# Wohn- und Wirtschaftsgebäude Hauptstraße 42
Das Wohn- und Wirtschaftsgebäude Hauptstraße 42 im niedersächsischen Schiffdorf, Ortsteil Wehden, im Landkreis Cuxhaven stammt vom Ende des 18. Jahrhunderts.
Aktuell (2024) wird es als Wohnhaus und gewerblich genutzt.
Das Gebäude steht unter Denkmalschutz (siehe auch Liste der Baudenkmale in Schiffdorf).

## Beschreibung
Die alten Zweiständer-Hallenhäuser in Wehden waren zwischen sechs und zehn Gefache lang. Es handelt sich hier um ein langes Bauernhaus.
Das eingeschossige giebelständige niedrige Gebäude als Zweiständer-Hallenhaus in Fachwerk mit Steinausfachungen, mit reetgedecktem Krüppelwalmdach als Niedersachsengiebel und der Grooten Door mit Korbbogen, wurde 1797 für Johann und Cathrina Deesebrock(s) (Inschrift) gebaut. Die Seitenwände wurden in Massivmauerwerk ersetzt. Der überformte höhere Wohnteil wurde massiv in Backstein mit hartgedecktem Satteldach um 1920 umgebaut und erweitert.
Das Landesdenkmalamt befand u. a.: „ − bedeutenden Einfluss auf das Straßen- und Ortsbild – .“